# Hillia (bướm đêm)
Hillia là một chi bướm đêm thuộc họ Noctuidae.

## Các loài
- Hillia acronyctina Köhler, 1952
- Hillia iris (Zetterstedt, 1839)
- Hillia maida (Dyar, 1904)
- Hillia schildei